# Admiral Hipper (1937)
Запрос «Адмирал Хиппер» перенаправляется сюда; о самом адмирале см. Хиппер, Франц фон
«Адмира́л Хи́ппер» (нем. Admiral Hipper) — немецкий тяжёлый крейсер, головной корабль одноимённого типа. Участвовал в боевых действиях Второй мировой войны, в том числе во вторжении в Норвегию, атаках на союзные атлантические конвои, а также в сражениях в арктических водах. Потоплен британской авиацией 3 мая 1945 года в Киле.

## Создание
30 октября 1934 года фирме «Блом унд Фосс» в Гамбурге был выдан официальный заказ на головной корабль серии, «крейсер H» — «Эрзац „Гамбург“». Началась разработка рабочих чертежей (при этом официально Германия находилась под действием Версальских ограничений).
6 июля 1935 года корабль был официально заложен, спущен на воду 6 февраля 1937 года. Стапельный период занял полтора года. Сдан флоту 29 апреля 1939 года.

## Конструкция
Форма корпуса напоминала применённую на «Leipzig» — с булями, выраженной бульбовой оконечностью и внутренним поясом, включенным в обеспечение общей прочности. Корпус выполнен по продольной схеме, с использованием стали ST-52. Крейсер имел двойное дно, разделённое семью продольными переборками, которое доходило до двойного борта. Двойное дно и двойной борт простирались на 72% длины корабля. Наружная обшивка крепилась за счёт сварных соединений, кроме тех зон, где её роль играли броневые листы, которые приклёпывались к остальным частям обшивки при помощи накладок. Крейсер разделён на 14 изолированных отсеков: снарядные погреба главного калибра II и X; турбины III и V; котлы VI, VII, VIII. Имел устройство пассивной стабилизации качки по типу цистерн Фрама.

### Силовая установка
Паровые котлы системы Ла-Монта (80 атм. 450ºС 50 т/ч); На стоянке использовался вспомогательный котёл с давлением пара 25 атм.
Для выработки электроэнергии использовали 6 турбогенераторов (4 по 460 кВт и 2 по 230 кВт) и 4 резервных дизель-генераторов.
Запас топлива 3700 тонн.

### Броневая защита
Вся горизонтальная и вертикальная защита выполнялась из броневой стали Круппа марки Whn/a — «Вотан». Наклон броневого пояса 12,5° наружу, прикрывал 70% длины корабля и замыкался 80-мм траверсами. Лобовая броня башен ГК — 160 мм, сверху спереди 105 мм, по бокам 80 мм, крыша 70 мм.

### Главный калибр
Восемь 203-мм орудий, расположенных по традиционной «линкорной» схеме: в 4-х двухорудийных башнях, по 2 на носу и на корме. Нижние башни по 249 т, верхние — по 262 т (доп. оборудование — дальномеры и т. п.) Углы возвышения 37º, снижения 10º (кроме носовой башни). Горизонтальные углы около 300º.
Для перезарядки ствол орудия следовало установить под углом 3º. Орудие — фирма «Крупп» SKC/34. Полная длина 60 калибров, длина ствола 57 калибров. Вес орудия с затвором 20,7 т. Снаряд 122 кг. Начальная скорость 925 м/с. Живучесть ствола 300 выстрелов. Максимальная дальность стрельбы 33,5 км. Нормальный боезапас 120 снарядов на каждый ствол.

### Зенитное вооружение
6 двухорудийных 105-мм установок C/31 (LC/31), имеющие стабилизацию в трёх плоскостях (ни у кого более). Длина орудия 65 калибров (ствола 60,5), вес орудия с затвором 4,56 т, максимальный вертикальный угол +80º, снижение −8º. Вес снаряда 15 кг, максимальная дальность стрельбы 17 км. 6 двухорудийных 37-мм пушек SKC/30 размещались в спаренных стабилизированных (гиростабилизация) установках. 10 одноствольных 20-мм пушек.

### Торпедное вооружение
4 трёхтрубных 533-мм торпедных аппарата (запас торпед 10 шт.)

## История службы
Первый командир — капитан 1-го ранга Гельмут Хейе.
Почти сразу же после вступления в строй была обнаружена чрезмерная заливаемость носовой оконечности. Чтобы устранить этот недостаток, в июле 1939 года крейсер ставят в док, где, помимо изменения формы форштевня (принял так называемый «атлантический», несколько вздёрнутый кверху профиль), дымовая труба была оборудована козырьком, а также был изменён неудобный для командования передний мостик. В сентябре 1939 года на Балтийском море состоялись учебные стрельбы крейсера по старому броненосцу «Гессен». В ноябре-декабре 1939 года «Адмирал Хиппер» находился в доке завода «Блом и Фосс», после чего до января 1940 стоял у достроечной стенки завода. 31 января последовал приказ прибыть в Вильгельмсхафен для участия в активных операциях. Там за две недели на корабле был установлен радар. 18 февраля вышел из Вильгельмсхафена для участия в операции «Нордмарк». 20 февраля возвратился в Вильгельмсхафен.

### Операция «Учения на Везере»

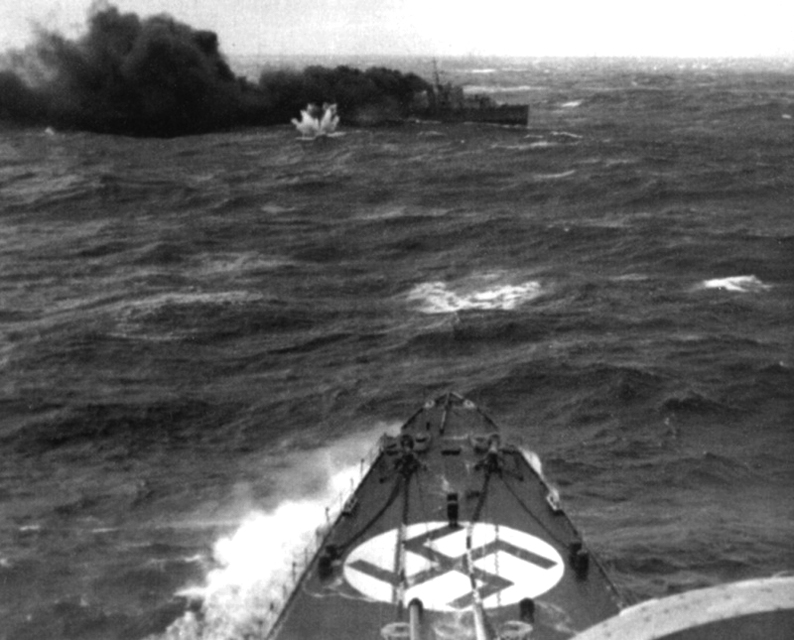
«Глоуворм» ставит дымовую завесу перед носом «Хиппера», 8 апреля 1940 года

В ходе вторжения в Норвегию «Адмирал Хиппер» возглавлял Группу 2, предназначенную для захвата порта Тронхейм. 6 апреля вышел из Куксхафена. По пути к цели, идя на выручку эсминцу «Бернд фон Арним», уничтожил английский эсминец «Глоуворм». Атаковал норвежскую береговую батарею форта Хюснес (Hysnes), подавив её огонь.
После доставки десанта в Тронхейм ушёл в Германию из-за повреждений, полученных в столкновении с «Глоувормом». Ремонт занял 3 недели. 8 мая крейсер, пройдя послеремонтные испытания, отправился в восточную Балтику. 29 мая его отозвали обратно в Киль.

### Операция «Джуно»
4 июня в составе соединения вышел в море. 7 июня соединение встретило британский танкер «Ойл Пайонир» (5700 т) и траулер «Джунипер». Израсходовав девяносто семь 105-мм снарядов, уничтожил траулер. Затем догнал и уничтожил пятьюдесятью четырьмя 203-мм снарядами британский военный транспорт «Орама» (19 840 т). 8 июня (9) прибыл в Тронхейм.
27 июня покинул Тронхейм с заданием борьбы с британским судоходством. Захватил в качестве приза норвежский «Эстер Торден» (1940 рег. т.) 11 августа вернулся в Вильгельмсхафен. До конца августа стоял в доке Киля.
24 сентября корабль покинул Киль под командой капитана 1-го ранга Майзеля. В связи с постоянными поломками энергетической установки (вплоть до пожара) вынужден был вернуться в Германию, где на заводе «Блом унд Фосс» весь октябрь исправляли его СЭУ.

### «Нордзеетур»
30 ноября 1940 года «Адмирал Хиппер» отправился в одиночное рейдерство на Атлантические коммуникации. 24 декабря 1940 года обнаружил войсковой конвой «WS-5A», который прикрывали крейсер «Бервик», лёгкие крейсера «Бонавенчур» и «Данидин», авианосец «Фьюриес», несколько эсминцев и корветов.
25 декабря 1940, сблизившись с конвоем «WS-5A», открыл огонь по «Бервику». Обнаружив столь мощное охранение конвоя, немецкий крейсер отказался от дальнейшей атаки. Результат стрельбы: 4 203-мм снаряда попали в «Бервик» (остался на плаву с ходом), некоторые повреждения от 105-мм пушек получили два торговых судна. Сам «Адмирал Хиппер» повреждений не имел. Выйдя из соприкосновения с конвоем, «Адмирал Хиппер» через день встретил торговый пароход «Джамана» (6 078 т), который уничтожил. 27 декабря 1940 прибыл в Брест. 
Ремонт до 27 января 1941 года. 1 февраля 1941 года вышел из Бреста в очередной рейд в Атлантику. 11 февраля захватил пароход «Делия», отставший от конвоя «HG-53». 12 февраля обнаружил конвой «SLS-64», состоявший из 19-ти никем не эскортируемых судов. В течение 2,5 часов «Адмирал Хиппер» потопил 7 судов (пять английских, одно норвежское и одно греческое) общим тоннажем 32 806 рег. т., израсходовав 227 203-мм снарядов, 760 105-мм снарядов, 172 малокалиберных снарядов и 12 торпед. Ещё 3 судна получили значительные повреждения, но смогли добраться до портов назначения. Это был наибольший успех «Адмирала Хиппера» за всю жизнь корабля. 14 февраля вернулся в Брест.
15 марта 1941 года покинул Брест с целью перехода в Германию. 28 марта прибыл в Киль. Крейсер отправили на верфь «Дойче Верке», где он пробыл до конца октября. Была увеличена ёмкость топливных отсеков. Затем был переведён на верфь «Блом унд Фосс», где на нём установили размагничивающее устройство и нанесли камуфляж.
18 марта 1942 года вышел из Киля. 21 марта прибыл в Тронхейм. Вошёл в состав кораблей группы «Север», командующий — адмирал Карлс. 4—6 июля 1942 года в составе ударной группы во главе с линкором Тирпиц выходил в море для атаки конвоя PQ-17, но вернулся после обнаружения группы союзными и советскими ВМС.  
24 сентября 1942 вышел по главе группы (4 эсминца) из Боргена в Альта-фьорд для проведения операции «Царица» — постановка минного заграждения в проливе Маточкин Шар. 27 сентября, выполнив задачу, вернулся в Борген.
5-9 ноября 1942 года возглавил второй рейд в Баренцево море во главе группы (4 эсминца) для уничтожения советского судоходства, в ходе рейда потоплены сторожевой корабль СКР-23 и танкер «Донбасс».

### «Регенбоген»

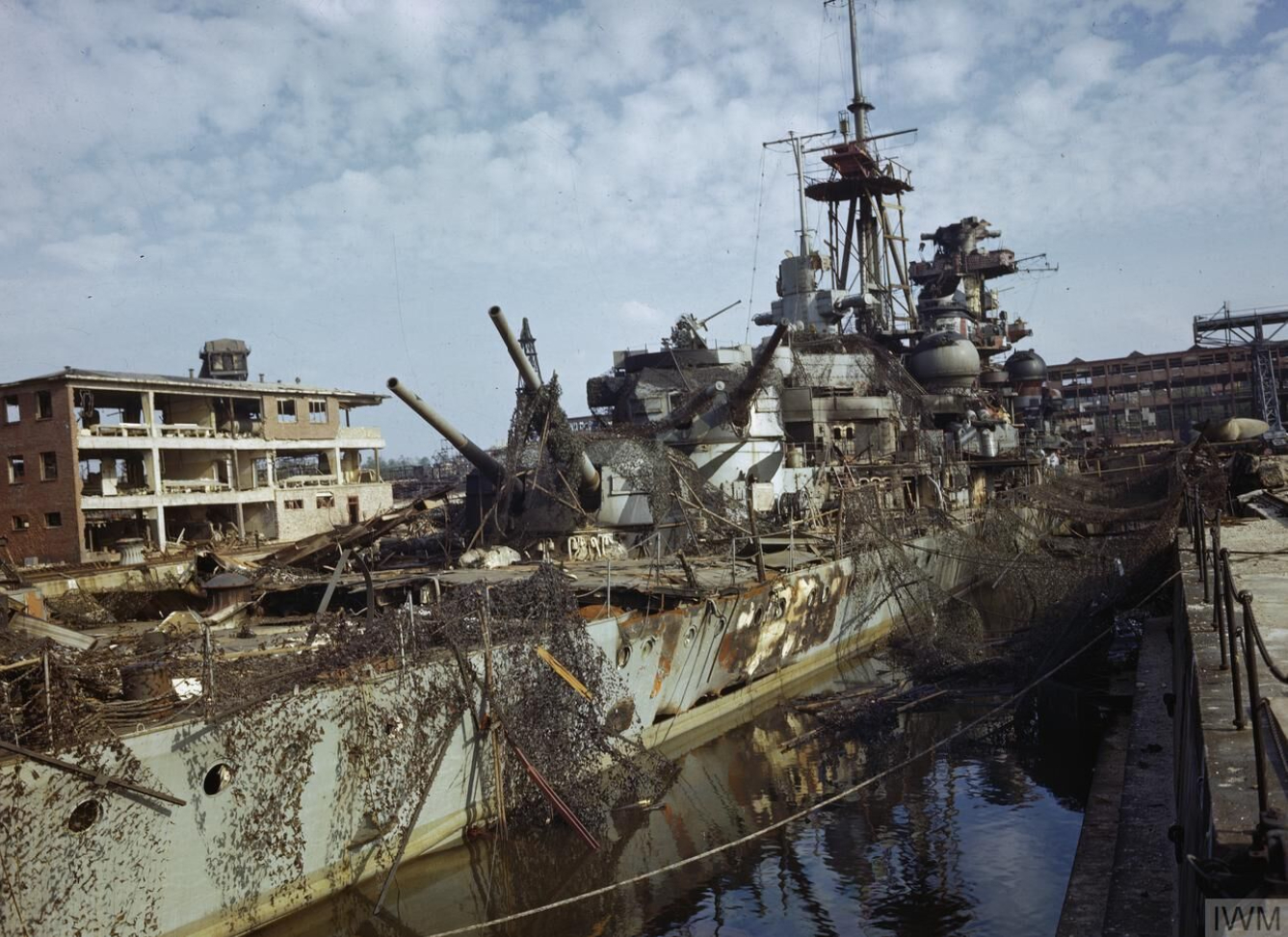
«Адмирал Хиппер» после британского авианалёта, 19 мая 1945 года

30 декабря 1942 года крейсер вышел в море под командованием капитана 1-го ранга Ганса Хартманна на перехват арктического конвоя JW-51B в сопровождении группы 6-ти эсминцев и тяжелого крейсера «Лютцов». Группу возглавлял вице-адмирал Кумметц (держал флаг на Хиппере). 31 декабря произошел бой с кораблями прикрытия — легкими крейсерами Sheffield и Jamaica. Хиппер получил 3 попадания 152-мм снарядов (с крейсера Sheffield). Первый пробил корпус ниже ватерлинии, взорвался в топливной цистерне против котельного отделения № 3, вдавив внутреннюю переборку и пробив её осколками. Второй пробил борт выше ватерлинии в отсеке III, разворотив несколько помещений и вызвав сильный пожар. Третий попал в ангар, поджёг самолёты и поразил осколками паропроводы и пожарную магистраль. В результате повреждений крейсер потерял 2/3 мощности СЭУ и едва добрался до Каа-фьорда 1 января 1943 года. После этой неудачной операции Гитлер был разгневан неудачей и приказал отправить все надводные корабли на слом. Благодаря стараниям Карла Деница, заменившего на посту ушедшего в отставку Редера, приказ Гитлера о ликвидации германского надводного военного флота был отменён, а крейсер отправлен в резерв (в Готенгафен).

### Завершение службы
1 января 1945 получен приказ вывести крейсер из резерва. 29 января 1945 года крейсер вышел в море под командованием капитана 1-го ранга Ганса Хенигста. Прибыв в Киль, «Адмирал Хиппер» 2 февраля был поставлен в док фирмы «Дойче Верке». 3 мая 1945 года британцы провели авианалёт на Киль, в ходе которого крейсер получил несколько попаданий. На практически разоружённом корабле никто не боролся за живучесть, корабль сильно выгорел и сел на дно дока.
После капитуляции Германии при ремонте дока в 1948-49 гг. он был разобран на металл.

### Комментарии
1. ↑  На стрельбах присутствовала советская делегация, посланная для изучения новых германских крейсеров в связи с планами покупки однотипного крейсера «Лютцов»
2. ↑  Исчерпав все возможности повредить Хиппер,  Glowworm пошел на таран и взорвался
3. ↑  Вошел в историю как «Новогодний бой»

### Сноски
1. 1 2 3  Морозов М. Э. ВМС Германии в операционной зоне Северного флота. // Гангут. — 2007. — Вып. 41. — С. 62—78.